# Grande Ecoeurne
Grande Ecoeurne är en kulle i Schweiz. Den ligger i kantonen Neuchâtel, i den västra delen av landet, 50 km väster om huvudstaden Bern. Toppen på Grande Ecoeurne är 1 275 meter över havet.